# Nyctaginaceae
Nyctaginaceae је породица дикотиледоних биљака из реда Caryophyllales. Обухвата 30 родова са око 400 врста. Фамилија је широко распрострањења у топлим областима тропског и умереног појаса.

## Систематика породице
Породица се дели на 7 племена.
племе 
род 
род 
род 
племе 
род 
род 
род 
племе 
род 
племе 
род 
племе 
род 
род 
род 
род 
племе 
род 
род 
род 
род 
род 
род 
род 
род 
род 
род 
род 
род 
племе 
род 
род 
род 
род 
род 
род 
род 